# Botswana Police XI SC
Der Botswana Police XI Sporting Club ist ein Fußballverein aus Otse, Botswana. Aktuell spielt der Verein in der zweiten Liga, der Botswana First Division.

## Geschichte
Der Verein wurde 1977 gegründet und untersteht der Polizei des Landes. Der Klub wird auch „The Jungle Kings“ genannt. Seinen größten Erfolg hatte der Verein 2006, als man die Botswana Premier League gewann. Durch die Erfolge konnte man sich mehrmals für die afrikanischen Wettbewerbe qualifizieren, scheiterte dort aber immer in der ersten Spielrunde. 2011 musste der Verein absteigen, stieg 2012 aber wieder in die Premier League auf.

## Stadion
Der Verein trägt seine Heimspiele im Botswana National Stadium in Gaborone aus. Das Stadion hat ein Fassungsvermögen von 22.500 Personen.

## Erfolge
- Botswanischer Meister: 2006
- Botswanischer Pokalsieger: 1983

## Statistik in den CAF-Wettbewerben
| Wettbewerb                | Runde         | Gegner            | Hinspiel | Rückspiel |  |
| ------------------------- | ------------- | ----------------- | -------- | --------- |  |
|                           |               |                   |          |           |  |
| CAF Cup 1999              | 1. Runde      | Saneamento Rangol | 2:3 (A)  | 0:1 (H)   |  |
| CAF Champions League 2006 | Qualifikation | Enugu Rangers     | 2:2 (H)  | 0:1 (A)   |  |
| CAF Champions League 2007 | Qualifikation | TP Mazembe        | 0:3 (A)  | 2:4 (H)   |  |